# Keplerplatz (metropolitana di Vienna)
Keplerplatz è una stazione della linea U1 della metropolitana di Vienna, inaugurata il 25 febbraio 1978. La stazione si trova nell'area pedonale di Favoritenstraße, nel 10º distretto di Vienna. La stazione, sotterranea, è stata costruita in trincea ed è entrata in servizio il 25 febbraio 1978.

## Descrizione
La stazione è situata sotto Favoritenstraße nel tratto tra la Raaber-Bahn-Gasse e Gudrunstraßee. Ai treni si accede tramite una banchina ad isola ed è accessibile anche tramite ascensori.
Nei pressi della stazione si trovano un piccolo parco che ospita la chiesa neorinascimentale Keplerkirche, realizzata tra il 1872 e il 1876; gli uffici del municipio del 10º distretto e la Viktor-Adler-Platz.

## Ingressi
- Gudrunstraße
- Raaber-Bahn-Gasse
- Keplergasse